# (16015) Snell
(16015) Snell (1999 CK47) – planetoida z pasa głównego asteroid okrążająca Słońce w ciągu 5,55 lat w średniej odległości 3,13 j.a. Odkryta 10 lutego 1999 roku.